# RecBCD
RecBCD (экзонуклеаза V, RecBC-дезоксирибонуклеаза) — фермент бактерии Escherichia coli, инициирующий процесс гомологичной рекомбинации при репарации двух- и одноцепочечных повреждений молекулы ДНК, возникающих в результате ионизирующего излучения, ошибок в процессе репликации, ошибок в работе эндонуклеаз или в результате окислительного стресса. RecBCD — это одновременно и хеликаза, раскручивающая двойную спираль ДНК, и нуклеаза, которая её разрезает.
RecBCD используется в методе одномолекулярного FRET, который используется для изучения взаимодействия белков с ДНК.

## Структура
RecBCD представляет собой белковый комплекс, состоящий из трёх разных субъединиц: RecB, RecC и RecD. До обнаружения гена RecD комплекс был известен как RecBC. Каждая субъединица кодируется отдельным геном:
| Ген  | Цепь | Белок                   | Функция                                  |
| ---- | ---- | ----------------------- | ---------------------------------------- |
| RecB | β    | Uniprot: RecB (P08394). | 3'→5' хеликаза, нуклеаза                 |
| RecC | γ    | Uniprot: RecC (P07648). | распознает Chi-сайт (точку рекомбинации) |
| RecD | α    | Uniprot: RecD (P04993). | 5'→3' хеликаза                           |

## Функции

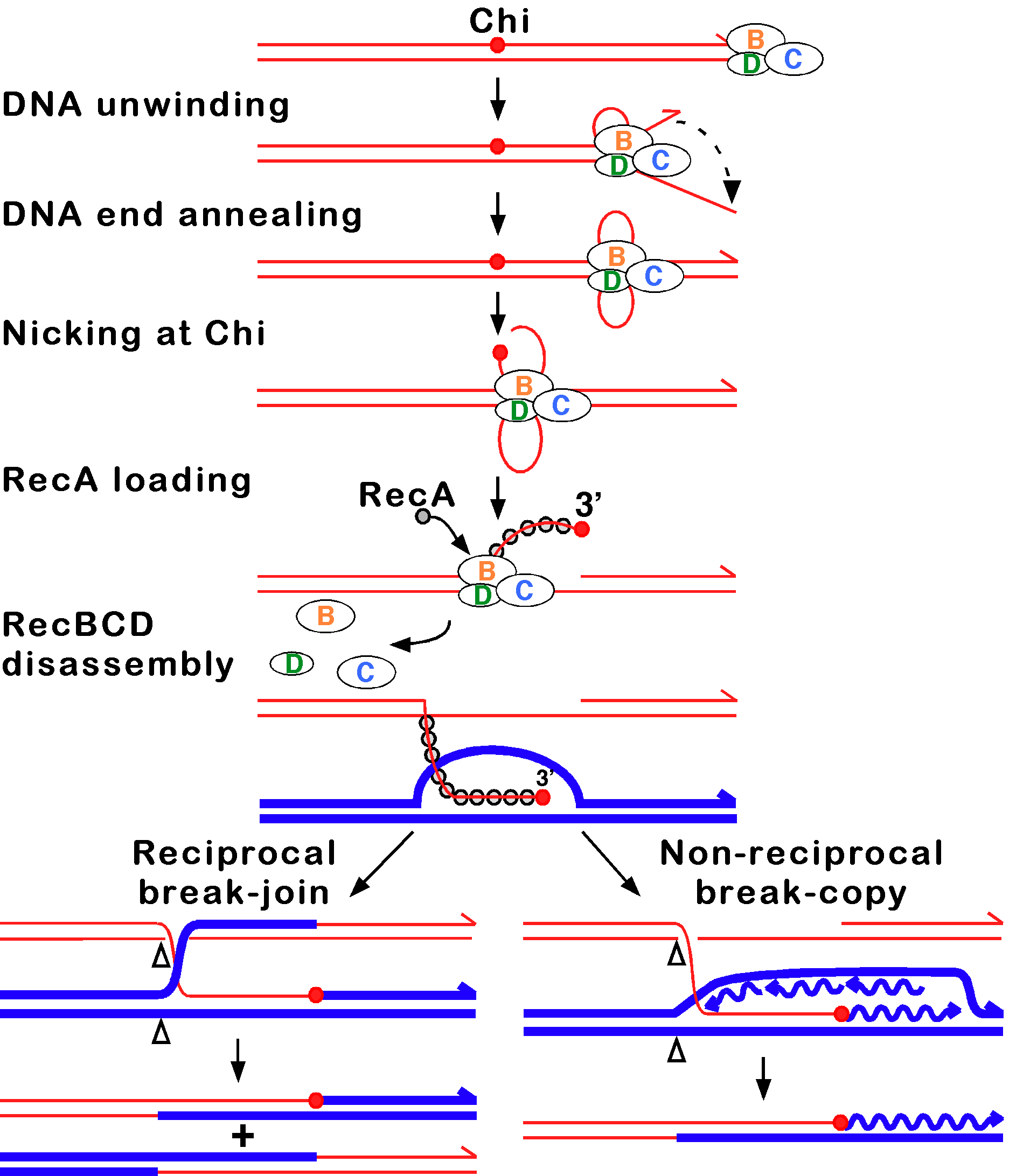
АТФ-зависимый путь гомологической рекомбинации с участием RecBCD

RecD и RecC — хеликазы, то есть работающие за счёт энергии АТФ молекулярные комплексы, расплетающие ДНК, или, в некоторых случаях, РНК, при этом RecB выполняет ещё и функцию нуклеазы. RecC, третья субъединица RecBCD-комплекса, распознает определённую последовательность в ДНК, а именно 5'-GCTGGTGG-3', известную как Chi-сайт, по которой происходит разрезание ДНК на этапе завершения рекомбинации. RecBCD необычен тем, что обе его хеликазы движутся вдоль цепи с разной скоростью, а также тем, что распознаёт конкретную последовательность ДНК (Chi-сайт). RecBCD связывается с концом двухцепочечной ДНК и начинает расплетать её, при этом RecD движется от 5'-конца к 3'-концу, а RecB наоборот. В ходе движения за RecBCD остаются две расплетённые цепи ДНК, которые образуют петлю, а так как RecB движется медленнее, чем RecD, петля последнего растет быстрее; образовавшуюся структуру в виде RecBCD-комплекса, движущегося вдоль цепи с двумя петлями позади себя иногда, по причине внешнего сходства, называют «кроличьи уши».
К косвенным функциям RecBCD можно отнести его роль при активации эффектора, защищающего бактериальную культуру от вирусного заражения.

## Механизм действия

Начало RecBCD-опосредованной гомологичной рекомбинации при избытке магния

Во время раскручивания ДНК нуклеазная субъединица RecB может действовать по-разному, в зависимости от условий реакции, в частности, в зависимости от концентрации ионов Mg2+ и АТФ. Если АТФ в избытке, фермент просто делает надрез на цепи, содержащей Chi-сайт. Раскручивание цепи продолжается и образуется 3'-хвост с Chi-сайтом, на который может садиться белок RecA, способствующий внедрению этого хвоста в хромосому, которая будет матрицей для восстановления повреждённой цепи, и обмена с ней цепями. Опознающая Chi-сайт субъединица комплекса RecBCD не взаимодействует с другими последовательностями, и фермент вскоре распадается на субъединицы, оставаясь неактивным в течение часа или более. Если в избытке находятся ионы Mg2+, RecBCD, как эндонуклеаза, расщепляет обе нити ДНК, хотя 5'-конец расщепляется реже. Когда RecBCD встречает Chi-сайт, раскручивание останавливается и разрушение 3'-цепи замедляется. Продолжая расплетать ДНК, RecBCD сразу же разрезает противоположную цепь (то есть 5'-конец) и загружает белок RecA на 3’-конец. После завершения этого процесса на одной молекуле ДНК фермент повторяет его снова, быстро переходя на новую молекулу.
Хотя реакции не были проверены с помощью анализа ДНК в самих клетках ввиду их скоротечности, генетические данные показывают, что первая реакция более всего подобна тому, что происходит в клетке. Например, мутантный RecBCD, лишённый определяемой экспериментально экзонуклеазной активности, сохраняет высокую способность к разрезанию Chi-сайта во внеклеточных условиях. Chi-сайт на одной молекуле ДНК в клетках подавляет активность Chi-сайта на другой, что, возможно, отражает Chi-зависимую разборку RecBCD, которая наблюдается in vitro в условиях избытка АТФ и при наличии разрыва в ДНК в области Chi-сайта.
При обоих условиях реакции 3'-конец остается интактным после Chi-сайта, рядом с которым идет активная загрузка белка RecA на цепь ДНК. В какой-то неопределённый момент RecBCD распадается, хотя может расплести по крайней мере 60 тысяч пар оснований ДНК, оставаясь целым. RecA инициирует обмен нитями ДНК с идентичной или почти идентичной молекулой-матрицей; этот обмен создает структуру, известную как D-петля. Образовавшаяся структура из двух ДНК-дуплексов с перекрещенными нитями может быть разрешена двумя способами: либо внедренная в матричную молекулу 3'-нить с Chi-сайтом послужит праймером для начала синтеза ДНК, либо произойдет расщепление D-петли с образованием структуры Холлидея. В свою очередь, структура Холлидея разрешается комплексом RuvABC или посредством белка RecG. Каждое из этих событий ведет к появлению целой ДНК, которая отличается от родительских новыми комбинациями генов. Этот процесс, известный как гомологичная рекомбинация, завершает репарацию двухцепочечного разрыва.